# بخش ستر
بخش ستر (به سوئدی: Säters kommun) یک ناحیه شهری در سوئد است که در شهرستان دالارنا واقع شده‌است.